# Kostelec (Zlín)

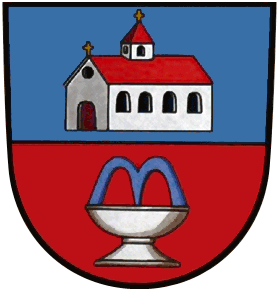
Inoffizielles Wappen von Kostelec

Kostelec (deutsch Kosteletz) ist ein Stadtteil von Zlín in Tschechien. Er liegt fünf Kilometer nordöstlich von Zlín und gehört zum Okres Zlín.

## Geographie
Kostelec befindet sich am nördlichen Fuße des Wisowitzer Berglandes in der Freistadtler Senke (Fryštácká brázda). Das Dorf erstreckt sich in der seichten Talmulde des Baches Strhanec bis zu dessen Mündung in den Štípský potok. Nördlich erheben sich die Bohušinky (302 m), im Süden die Baba und der Vršek (358 m), westlich der Přední vrch (420 m) und Zadní vrch (423 m). Gegen Norden befinden sich das Schloss Lešná und der Zoo Zlín; nordwestlich die Talsperre Fryšták.
Nachbarorte sind Fryšták, Horní Ves, Vítová und Lukov im Norden, Štípa im Nordosten, Žleby im Osten, Hvozdná und Lužkovice im Südosten, Lázně Kostelec, Příluky, Štákovy Paseky, Horákův Mlýn und Vršava im Süden, Kocanda, Zlínské Paseky, Mladcová, Klábalka, Ostrá Horka, Kúty und Zbožensko im Südwesten, Hostišová, Lechotice und Malý Kostelec im Westen sowie Racková, Vylanta und Dolní Ves im Nordwesten.

## Geschichte
Die erste schriftliche Erwähnung über das zur Herrschaft Lukov gehörige Dorf Kostelecz erfolgte im Jahre 1399, als Sdenko de Sternberg mit Zustimmung seines Bruders Jesko jährlich fünf Scherf aus den Einnahmen aus dem Ort an Agnes von Haitzendorf, genannt Schenknar, überschrieb. Seit 1480 ist in Kostelecz eine Kirche nachweislich. In ihr befand sich eine aus Lindenholz geschnitzte Madonna mit dem Jesuskind aus dem 13. bzw. 14. Jahrhundert; angeblich soll es sich dabei um die heutige Madonna von Štípa gehandelt haben. Die auf steinernen Grundmauern errichtete Holzkirche wurde 1550 letztmals erwähnt; es wird angenommen, dass sie danach niedergebrannt ist. Die Herren von Sternberg hielten die Herrschaft bis 1511, nachfolgende Besitzer waren die Herren von Kunstadt und ab 1577 die Nekeš von Landek. Da Václav Nekeš trotz dreier Ehen kinderlos blieb, wurde nach seinem Tode im Jahre 1607 Lukrecia, die einzige Tochter seines Bruders Zikmund, zur Besitzerin der Herrschaft. Im Gegensatz zu ihrem erblichen Besitz Vsetín und Rymice, sollte Lukov mit dem Gut Přílepy gemäß Václav Nekešs Testament nach Lukrecias Tod an die Herren von Víckov übergehen. Nach dem Tode ihres ersten Mannes Arkleb von Víckov heiratete Lukrecia im Mai 1609 Albrecht von Waldstein. Sie verstarb am 23. März 1614 auf Schloss Vsetín und entsprechend ihrem letzten Willen ließ Waldstein ab 1616 östlich von Kostelec eine große Wallfahrtskirche und ein Kloster anlegen. Durch den Ausbruch des Dreißigjährigen Krieges wurden die Arbeiten 1620 eingestellt. Zu dieser Zeit bestand Kostelec aus 25 Anwesen. Wegen der unsicheren Lage in Mähren verließ Waldstein die Burg Lukov und zog sich nach Böhmen zurück, wo er Jičín zu seinem neuen Sitz machte. Im Juni 1623 verkaufte er die Herrschaft und übertrug das Stieper Kartäuserstift auf Valdice. Nachfolgende Besitzer waren Stephan Schmidt von Freihofen, ab 1632 die Freiherren Minkwitz von Minkwitzburg und ab 1710 Johann Josef von Rottal. Während dieser Zeit erhöhte sich die Schuldenlast der Herrschaft durch schlechte Wirtschaft immer mehr. Im Jahre 1724 erwarb Johann Friedrich Graf von Seilern-Aspang die darniederliegende Herrschaft für 200.000 Gulden. 1750 begründete er den Primogenitur-Fideikommiss Lukov-Kralice, den im Jahre darauf sein Sohn Christian August von Seilern erbte. 1765 wurde die neue Wallfahrtskirche in Stiep geweiht und Kostelec ihrem Pfarrsprengel zugeordnet. Die Grafen von Seilern führten die Herrschaft zu neuer Blüte. Dadurch wuchs auch das Dorf Kostelec stark an. Im Jahre 1834 lebten in den 103 Häusern 729 Personen. Bis zur Mitte des 19. Jahrhunderts blieb Kostelec immer der Herrschaft Lukov untertänig.
Nach der Aufhebung der Patrimonialherrschaften bildete Kostelecz ab 1850 eine Gemeinde in der Bezirkshauptmannschaft Holešov. 1880 wurde die Gemeinde als Kostelec u Štípu und zehn Jahre später als Kostelec u Štípy bezeichnet. Zwischen 1887 und 1894 ließen die Grafen Seilern nördlich der Gemeinde das Schloss Lešná als neuen Herrschaftssitz anlegen, an den sich ein Tiergarten anschloss. 1910 lebten 1003 Personen in Kostelec. Im Jahre 1930 wurde Kostelec u Štípy elektrifiziert. Das Dorf bestand einschließlich der Ansiedlung und der Einschichten Filákový Mlýny, Myslivna, V potokách, Na rybníkách und Valachův Žleb aus 203 Häusern und hatte 1250 Einwohner. In der Johann-Filak-Mühle (heute Horákův Mlýn) im Tal Januštice wurde ein Wasserkraftwerk betrieben. Unterhalb von ihr lag die Franz-Filak-Mühle (heute Zavrtálkův Mlýn). Zudem befand sich im Wald Šroťák noch eine Windmühle. 1935 wurde die Gemeinde dem neuerrichteten Bezirk Zlín zugeordnet. Nach dem Zweiten Weltkrieg wurde Charlotte von Seilern enteignet. Auf dem Gelände des gräflichen Tiergartens wurde 1948 der Zoo Lešná angelegt. Nach der Umbenennung der Stadt Zlín in Gottwaldov erhielt die Gemeinde im Jahre 1949 den Namen Kostelec u Gottwaldova. Mit Beginn des Jahres 1961 wurde Kostelec mit Štípa zu einer Gemeinde Kostelec-Štípa zusammengeschlossen. Am 15. Juli 1976 erfolgte die Eingemeindung von Kostelec-Štípa in die Stadt Gottwaldov, die seit 1990 wieder den Namen Zlín trägt. Im 19. und 20. Jahrhundert erfuhr das Dorf eine starke Erweiterung und dehnt sich nach Osten bis an die Wallfahrtskirche aus. Während der kommunistischen Herrschaft wurde die Annenkapelle am Vršek zerstört, von ihr zeugt nur noch ein Schutthaufen zwischen alten Linden. Im Jahre 1991 hatte Kostelec 1470 Einwohner. Zu Beginn des Jahres 1994 bestand Kostelec aus 465 Häusern und hatte 1494 Einwohner. Anlässlich des 600-jährigen Ortsjubiläums gestaltete der Heraldiker Antonín Javora 1999 ein Gemeindewappen. Das im September 1999 durchführte Referendum über die Bildung einer eigenen Gemeinde und Abtrennung von Zlín erbrachte jedoch nicht die erforderliche Stimmenmehrheit. Beim Zensus von 2001 lebten in den 490 Häusern des Dorfes 1563 Personen.

## Ortsgliederung
Zu Kostelec gehören die Ansiedlungen Malý Kostelec und Horákův Mlýn sowie das Kurbad Lázně Kostelec.

## Sehenswürdigkeiten
- Kurbad Lázně Kostelec mit Mineralquelle und Golfplatz, am südlichen Ortsausgang. Die Heilquellen südlich des Dorfes sind seit dem 18. Jahrhundert bekannt, 1742 ließ Johann Friedrich von Seilern-Aspang unterhalb der Baba ein Badehaus errichten. Der Kremsierer Arzt Jan Kovář führte das Bad zwischen 1899 und 1908 zu einer Blüte. 1910 gründete sich eine Aktiengesellschaft Bad Kosteletz. Drei später kauften die Grafen Seilern das Bad und stellen den Betrieb auf Kneippkuren um. Nach der Enteignung von Charlotte von Seilern kam der Badebetrieb ab 1949 zum Erliegen und das Bad verkam. Im Jahre 1964 erwarben die Witkowitzer Eisenwerke das Bad und errichteten ein großes Betriebsferienheim. Am Erhalt der historischen Badepavillons war das Werk nicht interessiert, sie wurden in den 1970er Jahren abgerissen. Das Ferienheim wurde nach der Samtenen Revolution zum Hotel umgestaltet. Nach 1995 wurde der Badebetrieb wiederbelebt und zudem ein Golfplatz angelegt.
- Stausee Fryšták, nordwestlich von Kostelec
- Barocke Wallfahrtskirche Mariä Wiegenfest und Gebäude des ehemaligen Kartäuserklosters Štípa, erbaut 1616–1765, am östlichen Ortsausgang
- Schloss Lešná und Zoo Zlín, nördlich des Dorfes
- Wassermühle Horákův Mlýn, südlich des Ortes im Tal des Fryštácký potok